# Malování jehlou

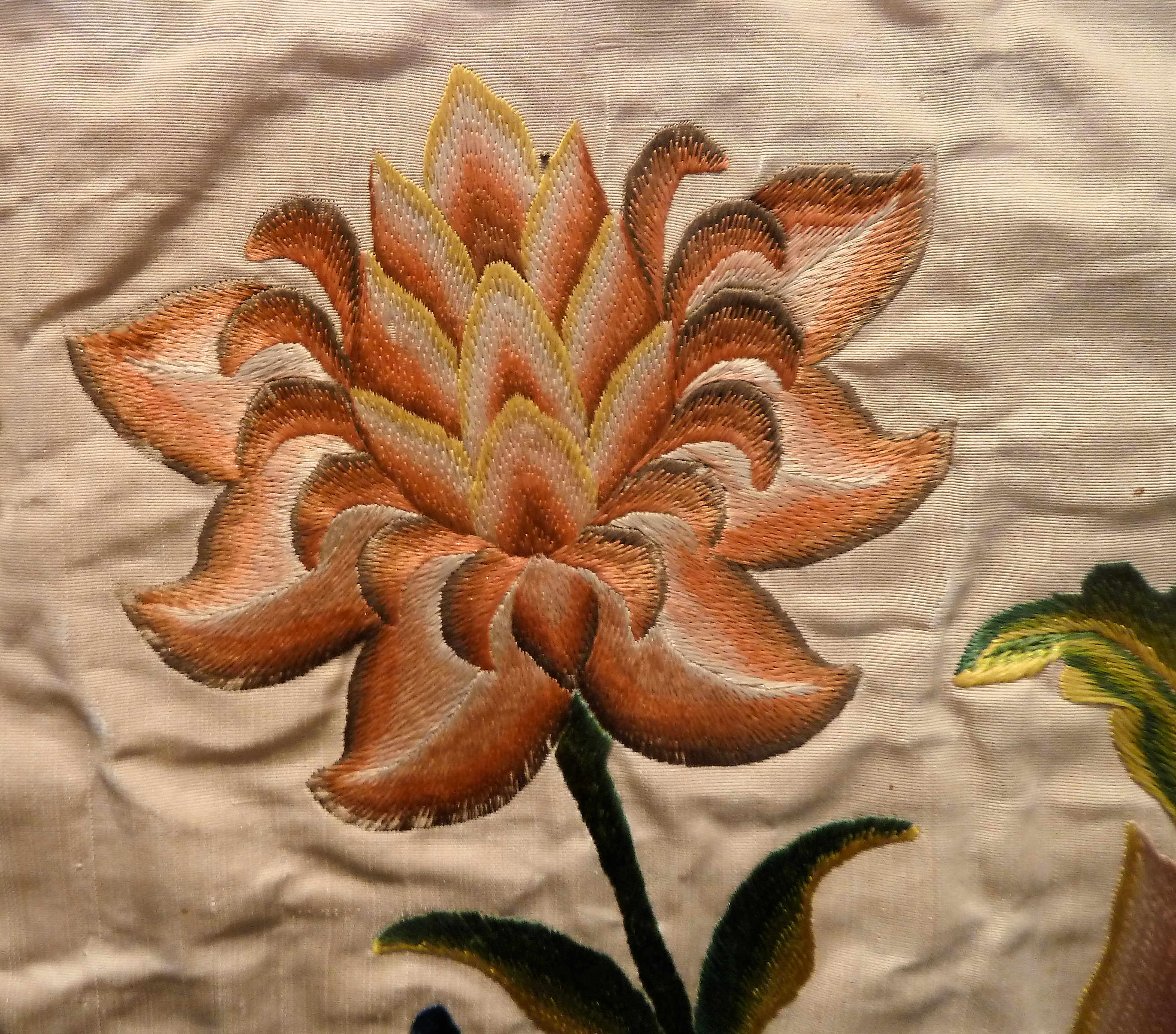
Hedvábná výšivka malovaná jehlou s plochými stehy (Itálie nebo Francie 1730–1740)

Malování jehlou (angl.: shading embroidery, něm.: Nadelmalerei) je technika vyšívání s hustě kladenými stehy rozdílné délky, kterými se vytváří ve zhotovených obrazcích charakteristické stínování, často v různých barvách.

## Historie malování jehlou

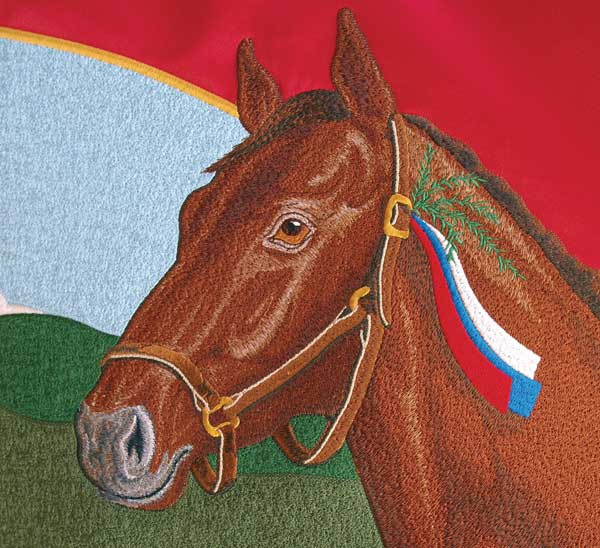
Výšivka malovaná jehlou v 21. století

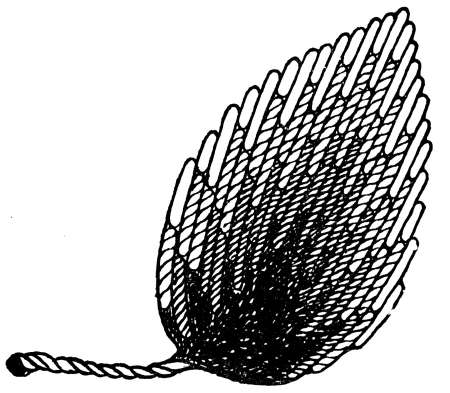
Schéma dlouhých a krátkých výšivkových stehů

Technika vznikla pravděpodobně na Dálném východě asi před 5000 lety. Svědčí o tom nálezy výtvorů z té doby v 11. století př. n. l. (dynastie Čou) v čínské provincii Ťiang-su. V Evropě jsou známé první výšivky tohoto druhu z 15. století n. l. ve Florencii. Byly to výtvory s náboženskými motivy malované jehlou. V 21. století vyniká tvorba některých umělců s výšivkami s výrazně realistickými motivy. Pro amatérské malování jehlou je k dostání řada tištěných i online příruček. 

## Technika vyšívání
Výšivka se klade na pevnou, hustou tkaninu napnutou v rámu nebo na vyšívacím bubínku. 
Vedle původního přírodního hedvábí (gréž nebo muliné) se na vyšívání běžně používají příze z bavlny a vlny. K raritám patří malování jehlou s kovovou vícebarevnou přízí. (Výtvor je vystaven v muzeu v San Francisku).
Obrysy zamýšlených vzorů se před začátkem vyšívání zakreslí na tkaninu. 

### Stehy
Převážná část plochy výšivky se zaplňuje střídavě dlouhými a krátkými stehy, k vyšívání určitých míst se používají speciální druhy stehů (např. plochý, dělený, francouzský uzel, stanový, pařížský, maďarský). 
Někteří specialisté rozdělují techniky vyšívání na dva základní druhy:
- Vyšívání s přírodním hedvábím, kde se změnami úhlu stehů a barvy niti napodobují pohyby štětce při malování. Při vyšívání je obvykle v činnosti současně několik jehel s různými barvami nití.
- Vyšívání s gobelínovým stehem se stehy probíhajícími shora dolů kolmo nebo mírně zešikma.

Výšivkami s hedvábím se obvykle znázorňují zvířata nebo krajiny a s gobelínovým stehem se zdobí oděvy.